# Claude Tillier

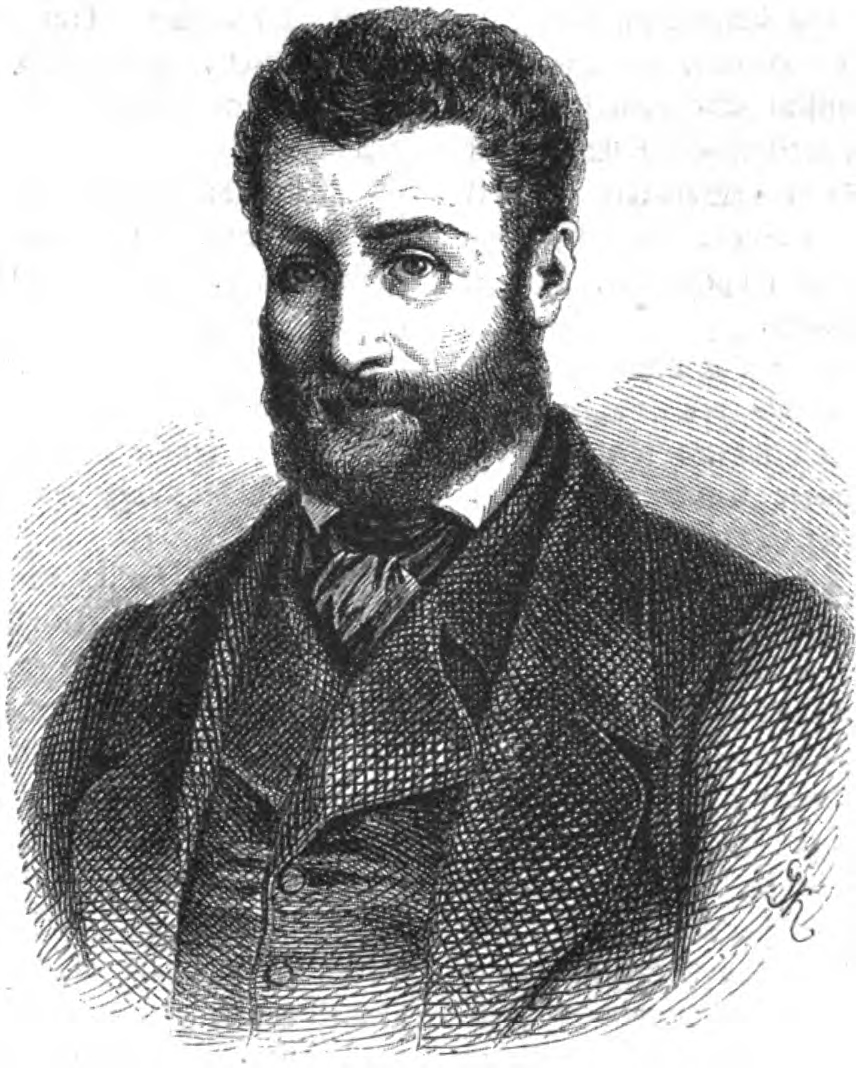
Claude Tillier

Claude Tillier (* 11. April 1801 in Clamecy im Département Nièvre; † 12. Oktober 1844 in Nevers) war ein französischer Journalist und Schriftsteller. Sein Hauptwerk Mein Onkel Benjamin, ein scharfzüngiger Schelmenroman, hat zahlreiche Ausgaben und Übersetzungen erlebt.

## Leben und Werk
Der Sohn eines burgundischen Schlossers konnte mit Hilfe eines Stipendiums das Lycée von Bourges besuchen. Nach kurzer Lehrtätigkeit leistete er von 1822 bis 1827 „widerwillig obligatorischen Militärdienst“. In diesem Rahmen nahm er 1823 an einer Expedition nach Spanien teil. Demobilisiert nach Clamecy zurückgekehrt, heiratete er und versuchte sich als Leiter einer Privatschule und als städtischer Schulvorsteher. Querelen mit den Behörden, die ihm sogar eine kurze Schuldhaft einbrachten, und die reaktionären Folgen der Julirevolution bewogen ihn 1831 zur Gründung der Wochenzeitung L'Indépendant. Als er mit dieser, aus finanziellen Gründen, Schiffbruch erlitt, begann er 1840 für die in Nevers erscheinende Zeitung L'Association zu arbeiten. Von 1841 bis 1843 redigierte er dieses streitbare Blatt – bis es, an einer Bußgeldforderung wegen Verleumdung, ebenfalls zugrunde ging. Die letzten Monate seines Lebens – er starb im Jahr darauf an Schwindsucht – wirkte Tillier als „freier Pamphletist“, wie Gsteiger mitteilt. Allerdings konnte er von seinen Abonnenten nicht leben; er gab zusätzlich Privatunterricht.
Ab März 1842 erschien Mein Onkel Benjamin, ein humoristisch-satirisches Genrebild, zunächst in Fortsetzungen in der Association. Eine erste Buchausgabe brachte der Pariser Verleger Coquebert 1843 heraus. Das Buch erfuhr bis heute zahlreiche Ausgaben und Übersetzungen. Die erste deutsche Übersetzung besorgte der demokratisch gesinnte Schwabe Ludwig Pfau 1866. Eine Übersetzung ins Amerikanische fertigte der Anarchist Benjamin Tucker an. Mehr zur Wirkungsgeschichte gibt Manfred Gsteiger.
Obwohl Tillier die Episoden um den epikureischen Landarzt ausdrücklich in den „glücklichen“ Zeiten seines eigenen Großvaters angesiedelt hat, beschönigt er nichts. Sein Buch wimmelt von Angriffen auf Unrecht, Engstirnigkeit, Heuchelei. Wenn Meyers Lexikon 1929 von einem „derb-humoristischen Dorfroman“ spricht, verkennt es allerdings den geschliffenen Stil und den Geistreichtum des Buches. Es ist eine Fundgrube für verblüffende Metaphern und tiefsinnige Aphorismen. Auch mit diesen Zügen erinnert es an Thoreaus Klassiker Walden von 1854, den Tillier ja schlecht gekannt haben kann. Übrigens mussten beide Werke etliche Jahrzehnte auf die ihnen gebührende Anerkennung warten.
Motive aus Mein Onkel Benjamin wurden 1969 unter diesem Titel in Frankreich von Édouard Molinaro sowie im gleichen Jahr in Georgien unter dem Titel Das Gastmahl der Rose verfilmt.
Nach Tillier wurden Schulen in Clamecy, Nevers und Cosne-Cours-sur-Loire sowie die Rue Claude Tillier in Paris benannt.
Nach einem Sieg in einem Duell mit dem Degen sprach Onkel Benjamin unter anderem:
Was den Nachruhm anbelangt, so ist er nicht von jedermann zu erlangen, das gebe ich zu, doch die Schwierigkeit liegt darin, dass man ihn nicht mehr geniessen kann. Findet mir einen Bankier, der Vorschuss auf die Unsterblichkeit gibt, und von morgen an werde ich nach Unsterblichkeit trachten!

## Werke
- Mon oncle Benjamin (Mein Onkel Benjamin), Zeitungsroman, 1842, zahlreiche spätere Buchausgaben, auf Deutsch zuletzt im Haffmans Verlag, Zürich 1991, mit Illustrationen von Almut Gernhardt
- Belle-Plante und Cornelius (Schönblatt und Cornelius), 1843, Zeitungsroman, mehrere spätere Buchausgaben, auf Deutsch zuerst Stuttgart 1924
- Der Spazierstock des Herrn Paillet: Claude Tillier (1801 – 1844); Pamphlete (Auswahl), Erzählungen, übersetzt und dargestellt von Klaus Bernarding, Frankfurt/Main 1993

## Verfilmungen
- Mein Onkel Benjamin (1973)